# Przegędza
Przegędza est une localité polonaise de la gmina de Czerwionka-Leszczyny, située dans le powiat de Rybnik en voïvodie de Silésie.